# چارلز داونینگ لی
چارلز داونینگ لی (انگلیسی: Charles Downing Lay; ۳ سپتامبر ۱۸۷۷ – ۱۵ فوریهٔ ۱۹۵۶) معمار اهل ایالات متحده آمریکا بود.
از افتخارات وی میتوان به کسب مدال نقره طراحی شهری در بخش مسابقات هنری بازی‌های المپیک تابستانی ۱۹۳۶ اشاره کرد.